# Список колекційних карткових ігор
Дивись Колекційні карткові ігри для інформації про цей жанр.
Офіційних перекладів назв ігор українською мовою не існує, але деякі назви можна перекласти, зважаючи на традиційні переклади назви першоджерела, за яким створена гра, або й просто за змістом.
Список неповний і потребує уточнення.
- .hack//ENEMY (карткова гра) .hack//ENEMY Trading Card Game
- Сьоме море (карткова гра) 7th Sea Collectible Card Game
- Гра тронів (карткова гра) A Game of Thrones
- Доба імперій (карткова гра) Age of Empires Expandable Card Game
- Чужі хижаки (карткова гра) Aliens Predator Collectible Card Game
- Ani-Mayhem (карткова гра) Ani-Mayhem
- Аркадія: Безумство короля Айронхарта Arcadia: King Ironheart's Madness
- Аркадія: Дикі лови Arcadia: The Wyld Hunt
- Остін Пауерс (карткова гра) Austin Powers Collectible Card Game
- Вавилон 5 (карткова гра) Babylon 5 Collectible Card Game
- Banemaster (карткова гра) Banemaster: The Adventure
- Бейсбол 3010 (карткова гра) Baseball 3010
- Battlelords (карткова гра) Battlelords
- BattleTech (карткова гра) BattleTech
- Трансформери: Війна звірів (карткова гра) Beast Wars Transformers Mutating Card Game
- Beyblade (карткова гра) Beyblade Trading Card Game
- Bionicle (карткова гра) Bionicle Trading Card Game
- Blood Wars (карткова гра) Blood Wars Card Game
- Bratz (карткова гра) Bratz Fashion Party Fever Game
- Баффі – винищувачка вампірів (карткова гра) Buffy the Vampire Slayer Collectible Card Game
- C-23 (карткова гра) C-23
- Поклик Ктулху (карткова гра) Call of Cthulhu Collectible Card Game
- Ловець карт Сакура (карткова гра) Cardcaptors Trading Card Game
- Chron X (карткова гра) Chron X
- CrossGen (карткова гра) CrossGen Collectible Card Game
- Кіберпанк (карткова гра) Cyberpunk The Collectible Card Game
- Dark Age: Feudal Lords (карткова гра) Dark Age: Feudal Lords
- Темний рай (карткова гра) Dark Eden
- DC Comics (карткова гра) DC Comics Trading Card Game
- Digimon D-Tector (карткова гра) Digimon D-Tector
- Digimon Digi-Battle (карткова гра) Digimon Digi-Battle Card Game
- Діксі (карткова гра) Dixie
- Доктор Хто (карткова гра) Doctor Who: The Collectable Trading Card Game
- Doomtown (карткова гра) Doomtown
- Doomtrooper (карткова гра) Doomtrooper
- Dragon Dynasty (карткова гра) Dragon Dynasty Collectible Card Game
- Перлини Дракона ВП (карткова гра) Dragonball GT Trading Card Game
- Перлини Дракона Зет (карткова гра) Dragonball Z Collectible Card Game
- Dredd (карткова гра) Dredd: The Card Game
- Duel Masters (карткова гра) Duel Masters Trading Card Game
- Дюна (карткова гра) Dune Collectible Card Game
- Eagles (карткова гра) Eagles
- Echelons of Fire (карткова гра) Echelons of Fire
- Echelons of Fury (карткова гра) Echelons of Fury
- Fantasy Adventures (карткова гра) Fantasy Adventures
- Fast Break (карткова гра) Fast Break: The Basketball Collectible Card Game
- Firestorm (карткова гра) Firestorm Tactical Card Game
- Flights of Fantasy (карткова гра) Flights of Fantasy
- Football Champions (карткова гра) Football Champions
- Солдат Джо (карткова гра) G. I. Joe Trading Card Game
- Galactic Empires (карткова гра) Galactic Empires
- Gridiron (карткова гра) Gridiron Fantasy Football
- Guardians (карткова гра) Guardians
- Мобільний воїн ГАНДАМ (карткова гра) Gundam M.S. War Trading Card Game
- Гаррі Поттер (карткова гра) Harry Potter Trading Card Game
- Геркулес: Легендарні мандри (карткова гра) Hercules: The Legendary Journeys
- Heresy: Kingdom Come (карткова гра) Heresy: Kingdom Come
- Горянин (карткова гра) Highlander: The Card Game
- Horus Heresy (карткова гра) Horus Heresy
- Humaliens (карткова гра) Humaliens Collectible Card Came
- Hyborian Gates (карткова гра) Hyborian Gates
- Illuminati (карткова гра) Illuminati: New World Order
- Imajica (карткова гра) Imajica
- Initial D (карткова гра) Initial D Collectible Card Game
- Іну-Яша (карткова гра) InuYasha Trading Card Game
- Джеймс Бонд 007 (карткова гра) James Bond 007 Collectible Card Game
- Лицарі Джедаї (карткова гра) Jedi Knights Trading Card Game
- Джихад (карткова гра) Jyhad
- Інстинкт вбивці (карткова гра) Killer Instinct
- Knights of the Zodiac (карткова гра) Knights of the Zodiac Collectable Card Game
- Kult (карткова гра) Kult: The Collectable Card Game
- Legend of the Burning Sands (карткова гра) Legend of the Burning Sands
- Legend of the Five Rings (карткова гра) Legend of the Five Rings
- Looney Tunes (карткова гра) Looney Tunes Trading Card Game
- Загублена колонія (карткова гра) Lost Colony: Showdown
- Magi-Nation Duel (карткова гра) Magi-Nation Duel
- Магія: Збирання Magic: The Gathering
- Marvel (карткова гра) Marvel Trading Card Game
- Medabots (карткова гра) Medabots Trading Card Game
- MegaMan (карткова гра) MegaMan: NT Warrior Trading Card Game
- Середземелля (карткова гра) Middle-earth Collectible Card Game
- MLB Showdown (карткова гра) MLB Showdown
- Monster Magic (карткова гра) Monster Magic
- Monster Rancher (карткова гра) Monster Rancher Collectible Card Game
- Монті Пайтон (карткова гра) Monty Python and the Holy Grail Collectible Card Game
- Mortal Kombat (карткова гра) Mortal Kombat Kard Game
- Mystick: Domination (карткова гра) Mystick: Domination
- Mythos (карткова гра) Mythos
- NBA Showdown (карткова гра) NBA Showdown
- Neopets (карткова гра) Neopets Trading Card Game
- Netrunner (карткова гра) Netrunner
- NFL Showdown (карткова гра) NFL Showdown
- On The Edge (карткова гра) On The Edge
- One-On-One Hockey Challenge (карткова гра) One-On-One Hockey Challenge Collectible Card Game
- Ophidian 2350 (карткова гра) Ophidian 2350
- OverPower (карткова гра) OverPower Card Game
- PEZ (карткова гра) PEZ Card Game
- Покемон (карткова гра) Pokemon Trading Card Game
- PowerCardz (карткова гра) PowerCardz
- Quest for the Grail (карткова гра) Quest for the Grail
- NASCAR Racing 2000 (карткова гра) Racing Challenge 2000 Trading Card Game (NASCAR)
- Rage (карткова гра) Rage
- Raw Deal (карткова гра) Raw Deal
- ReCharge (карткова гра) ReCharge Collectible Card Game
- Red Zone (карткова гра) Red Zone
- Redemption (карткова гра) Redemption
- Rifts (карткова гра) Rifts Collectible Card Game
- RuinsWorld (карткова гра) RuinsWorld: The Role-Playing Adventure Card Game
- Сейлор Мун (карткова гра) Sailor Moon Collectible Card Game
- Sanctum (карткова гра) Sanctum
- Sandwich Shop (карткова гра) Sandwich Shop
- Скубі Ду (карткова гра) Scooby Doo Expandable Card Game
- Мобільний воїн ГАНДАМ СД (карткова гра) SD Gundam Collectable Card Game
- Shadowfist (карткова гра) Shadowfist
- Shadowrun (карткова гра) Shadowrun: The Trading Card Game
- SimCity (карткова гра) SimCity The Card Game
- Spellfire (карткова гра) Spellfire
- Боб Губко – квадратні штанці (карткова гра) SpongeBob SquarePants Trading Card Game
- Spycraft (карткова гра) Spycraft Collectible Card Game
- Зоряна палата (карткова гра) Star Chamber
- Star of the Guardians (карткова гра) Star of the Guardians
- Star Quest (карткова гра) Star Quest: The Regency Wars
- Зоряний шлях (карткова гра)(1994) Star Trek Customizable Card Game
- Зоряний шлях (карткова гра)(1996) Star Trek: The Card Game
- Зоряні війни (карткова гра)(1995) Star Wars Customizable Card Game
- Зоряні війни (карткова гра)(2002) Star Wars Trading Card Game
- Super Deck! (карткова гра) Super Deck!
- Survivor (карткова гра) Survivor Trading Card Game
- Tank Commander (карткова гра) Tank Commander
- Юні мутанти черепашки-ніндзя (карткова гра) Teenage Mutant Ninja Turtles Trading Card Game
- Tempest of the Gods (карткова гра) Tempest of the Gods
- Terror (карткова гра) Terror
- Ворон (карткова гра) The Crow
- The Dozens (карткова гра) The Dozens Trading Gard Game
- The Dragon's Wrath (карткова гра) The Dragon's Wrath
- Останній хрестовий похід (карткова гра) The Last Crusade
- Володар перснів (карткова гра) The Lord of the Rings Trading Card Game
- Місія (карткова гра) The Mission
- Сімпсони (карткова гра) The Simpsons Trading Card Game
- Термінатор (карткова гра) The Terminator Collectible Card Game
- Колесо часу (карткова гра) The Wheel of Time
- Секретні матеріали (карткова гра) The X-Files Collectible Card Game
- Timestream: The Remnant (карткова гра) Timestream: The Remnant
- Tomb Raider (карткова гра) Tomb Raider Collectible Card Game
- Top of the Order (карткова гра) Top of the Order
- Towers in Time (карткова гра) Towers in Time
- Tribbles (карткова гра) Tribbles Customizable Card Game
- Ultimate Combat! (карткова гра) Ultimate Combat!
- Vampire: The Eternal Struggle (карткова гра) Vampire: The Eternal Struggle
- WarCry (карткова гра) WarCry
- Warhammer 40000 (карткова гра) Warhammer 40,000 Collectible Card Game
- Warlord: Saga of the Storm (карткова гра) Warlord: Saga of the Storm
- Warlords (карткова гра) Warlords
- Wars (карткова гра) Wars Trading Card Game
- WCW Nitro (карткова гра) WCW Nitro Trading Card Game
- WildStorms (карткова гра) WildStorms: The Expandable Super-Hero Card Game
- Командир ескадрильї (карткова гра) Wing Commander Collectible Trading Card Game
- Wizard in Training (карткова гра) Wizard in Training
- Wyvern (карткова гра) Wyvern
- Люди Ікс (карткова гра) X-Men Trading Card Game
- Ксена: принцеса-воїн (карткова гра) Xena: Warrior Princess
- XXXenophile (карткова гра) XXXenophile
- Юний Джедай (карткова гра) Young Jedi Collectible Card Game
- Yu Yu Hakusho (карткова гра) Yu Yu Hakusho Trading Card Game
- Ю-Гі-О! (карткова гра) Yu-Gi-Oh! Trading Card Game
- Zero Gravity (карткова гра) Z-G (Zero Gravity)
- Hearthstone (онлайн карткова гра) Hearthstone